# Politieprefectuur van Parijs
De Politieprefectuur van Parijs (Préfecture de police de Paris) is de organisatie die verantwoordelijk is voor alle politie- en veiligheidszaken in Parijs en de drie omliggende departementen van de Petite Couronne. Daarnaast is de coördinatie van veiligheidszaken in het gehele Île-de-France een taak van deze organisatie. 

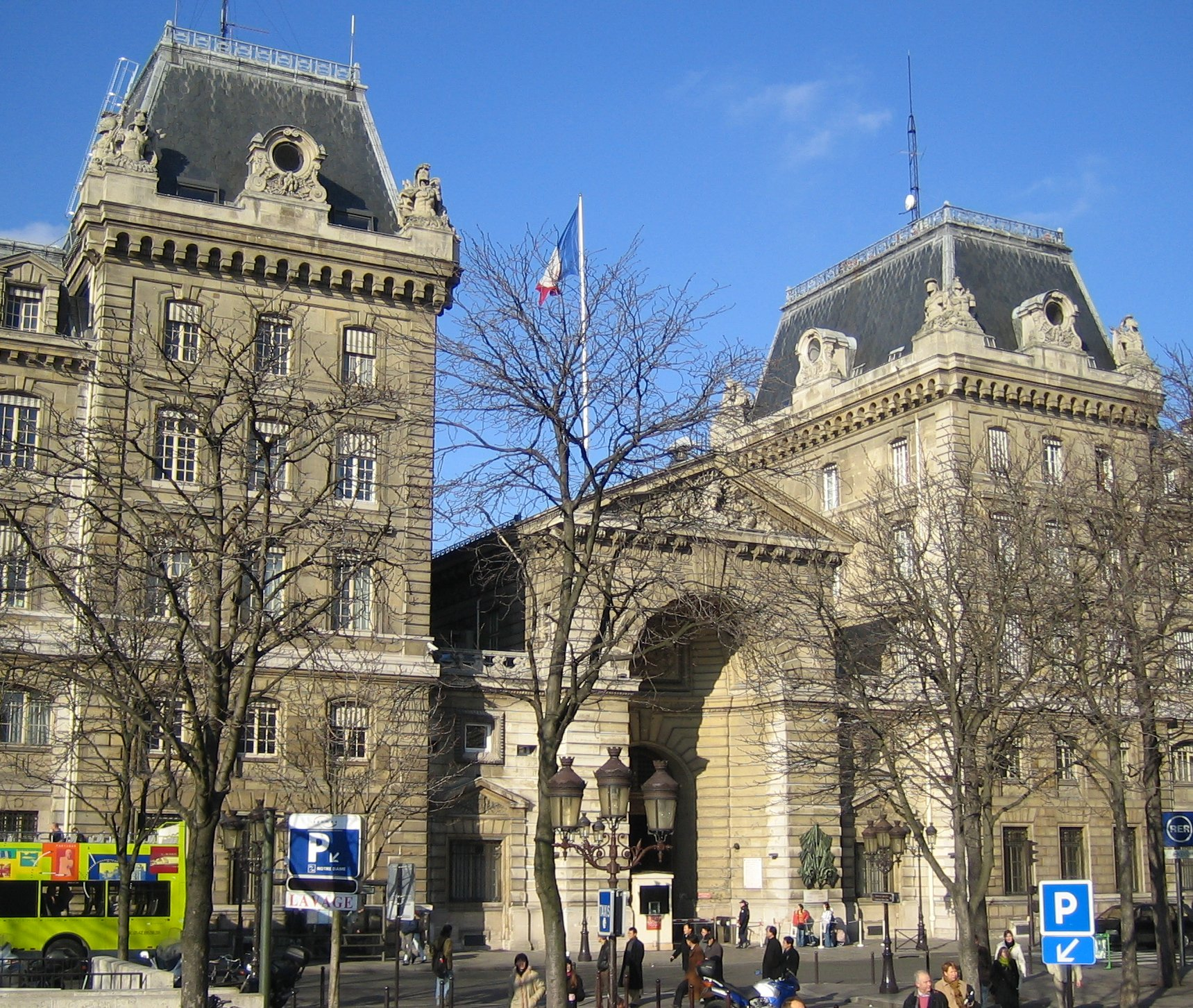
De entree van het hoofdkwartier in de rue de la Cité.

## Geschiedenis
De huidige politieprefectuur van Parijs is de opvolger van de lieutenance générale de police, een op 15 maart 1667 door Lodewijk XIV ingestelde politieorganisatie, die op haar beurt weer een voortzetting was van de Guet royal, een stadswacht die door Lodewijk IX in 1254 ingesteld is. 
De lieutenance générale de police werd na de Franse Revolutie van 1789 opgeheven, maar er bleef een noodzaak voor een politieorganisatie voor Parijs en omgeving. Napoleon Bonaparte stelde bij wet van 28 pluviôse VIII (17 februari 1800) de magistratuur van de politieprefectuur van Parijs in, en legde het gezag daarover bij de landsregering, en niet bij de gemeente Parijs. Bij de verschillende revoluties die Frankrijk in de 19e eeuw kende zijn er vergeefse pogingen gedaan het instituut op te heffen dan wel te vervangen door een lokaal politiekorps. De politieprefectuur behield het gezag over het departement van de Seine tot aan de opheffing van het departement in 1968. Daarna ontstond de huidige situatie waarin de politieprefectuur over Parijs en de drie departementen van de Petite Couronne gezag uitoefent. 
Het hoofdkwartier is sedert 1871 gevestigd in een in 1867 voltooid gebouw aan de Place Louis Lépine op het Île de la Cité, dat oorspronkelijk bedoeld was als kazerne voor de Republikeinse Garde, maar dat na de Commune overgenomen werd.
Tijdens de Tweede Wereldoorlog stond de politieprefectuur onder gezag van René Bousquet, en nam zij deel aan de Jodenvervolging, bijvoorbeeld met de razzia van het Vélodrome d'Hiver die werd uitgevoerd door agenten van de politieprefectuur.

## Taken
De prefectuur voert de volgende taken uit:
- Zorg dragen voor de veiligheid in Parijs, zo nodig in samenwerking met de strijdkrachten;
- Coördinatie met de brandweer
- Het uitgeven van persoonsbewijzen, verblijfsvergunningen, werkvergunningen en rijbewijzen;
- Het inschrijven van voertuigen en verkeerstoezicht, waaronder het wegslepen van verkeerd geparkeerde voertuigen
- Het inschrijven van verenigingen
- Milieuhandhaving
- Het vaststellen van de data dat winkels een uitverkoop mogen houden (in Frankrijk zijn deze aan wettelijke regels verbonden)
- En, tot 2014, het reguleren van de vakanties van de bakkers van Parijs (om er zorg voor te dragen dat niet alle bakkers tegelijkertijd op vakantie gingen)[1]

- Bibliothèque nationale de France: cb12079663m (data)
- International Standard Name Identifier: 0000 0001 2113 9130
- Library of Congress Control Number: n81103236
- Nationale Bibliotheek van Israël: 987007594946405171
- Système universitaire de documentation: 026397978
- Virtual International Authority File: 267483247